# Діди (предки)

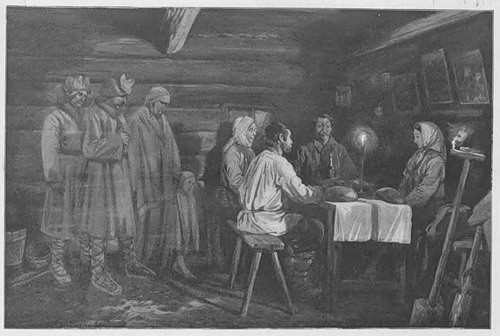
Діди на поминальній вечері. Малюнок 1904 р.

Діди́, дзя́ди, дяди́, дєди́ (біл. Дзяды, пол. Dziady, лит. Ilgės) — давній балто-слов'янський народний поминальний обряд, ритуальна вечеря в пам'ять про померлих предків. Дідами/дзядами називали як день, коли відбувався обряд, так і душі небіжчиків, яких ушановували. У найархаїчнішій формі обряд зберігся у литовській, білоруській та українській культурах.

## Образ і функції
Діди — це духи померлих предків, незалежно від статі, які забезпечують хороший врожай, якщо вшанувати їх жертвою. Діди міцно асоціюються з полем. Щонайменше раз на рік діди ненадовго повертаються до світу живих — найчастіше в новорічну ніч, коли кінець старого сонячного року стикається з початком наступного. Ввійти до будинку вони можуть після запрошення. Ознаками їхньої присутності вважаються різні випадкові звуки, що лунають навколо. Згідно з повір'ям, побачити дідів можна тоді, якщо після вечері сісти на підлогу, не спати й не говорити.

## Обрядовість
В українців свято Дідів справлялося тричі, а в білорусів чотири рази на рік. Виділяються осінні Діди (також Дмитрівські, через три тижні після Покрови, наприкінці жовтня), перед Масницею, весняні (Радуницькі, Великодні, після Великодня перед Вознесінням) і зимові (перед Різдвом). Частина поминань предків у ці дні відбувається вдома, частина на могилах. Поминання померлих також відбувається на 3-й, 6-й, 9-й, 20-й, 40-й день після їхньої смерті, а ще через шість тижнів, пів року та через рік. Повсякденним вшануванням дідів було використання знарядь, які дісталися від попередніх поколінь, лагодження зведених ними споруд.
Уявлення про дідів на території України найвиразніше збереглися в різдвяній обрядовості Свят-вечора, де в дідів переодягаються перебиранці. На південному заході України дідів переважно зображають, вимазуючи обличчя сажею. На північному заході їхнім атрибутом навпаки є білий колір і колядники відповідно вимазують обличчя борошном або одягають маску з білої шкіри чи паперу.
Дідами також називалися жебраки, що сприймалися як постаті-посередники між світом живих і мертвих. Тому їх просили помолитися за душі померлих предків, натомість даючи жебракам їжу (іноді спеціальний обрядовий хліб) або гроші. Роздавання їжі жебракам, що практикується в рамках поминального обряду, іноді трактується як форма годування душ предків. Це підтверджується тим, що в деяких регіонах їм дарували улюблені страви покійного.
У різдвяній обрядовості вмістилищем для духа предка також слугує сніп, якого ставлять на покуті — дідух (старух, татух — буквально «дуже старий дід» або «батько для багатьох») іноді просто «дід». Жертвою дідам традиційно слугує поминальна трапеза, частина якої відкладається в окремий посуд. При цьому дідів належить запрошувати до хати шляхом прочинення дверей та вікон. На Буковині «діда» спалювали, сподіваючись на хороший врожай.
З закликанням дідів пов'язана гра «Куци-баба», що виконувалася перед Колядою, але потім втратила прив'язку до свята. В цій грі одна людина постає «бабою» і їй зав'язують очі. Кого вона спіймає після отримання стусана, стає «бабою». При цьому в «баби» декілька разів запитують чи дасть вона різну їжу (кашу, порося), а вона відмовляє. Потім їй самій пропонують «борошенця на галушки» і насипають в долоні піску чи сміття.
У білорусів трапеза на честь дідів мала винятково поминальний характер і кожен з річних етапів називався відповідно «снєданнє», «абед», «палудзінь» і «вячєра па радзіцєлях». При цьому дідів потрібно запрошувати словами, а потім випроваджувати. Ймовірно, що первісно вшанування дідів відбувалося біля могил. На території Білорусі до XIX ст. також існував поминальний обряд під назвою «баби».
У литовців вшанування предків відбувалося 2 листопада на свято Ільгес. Частиною справляння обряду була родинна трапеза, в якій обов'язково мусило бути м'ясо. Господар запалював свічку, що тричі передавалася навколо столу. Також на свято відвідували могили. Наступного ранку хліб, калачі, м'ясо та інші продукти клали до кошика, який давали біднякам або жебракам біля церкви, а ті повинні були помолитися за померлих. Відвідуючи могили померлих, клали на них їжу та напої. Цей звичай зберігався в північно-східній частині Литви, на етнічних литовських землях у Латвії та Білорусі до кінця ХІХ ст.
У латвійському сонячному календарі вшанування предків припадало на листопад-грудень. В латвійців свято та душі померлих називаються «велі». В день свята заборонялося фізично працювати й торгувати. Господар «забирав» душі предків із кладовища додому на возі, щоб «нагодувати» на родинній трапезі. Іноді страви для предків лишали біля дерев, особливо дубів. Серед страв обов'язково повинно було бути м'ясо. Вважалося, що якщо велі задоволені, то віз поїде назад на кладовище легко; якщо ж їх вшанували неналежно, віз не зрушить з місця. Подекуди наприкінці святкування запрошені душі випроваджували, плескаючи в долоні та стукаючи дровами.
На територіях Російської імперії церква не засуджувала такі поминання, тоді як у Герцогстві Курляндії і Семигалії їх сприймали як язичницький обряд.

## У мистецтві

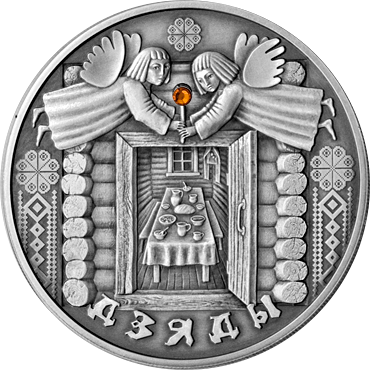
Білоруська монета «Діди»

- «Дзяди» — поетична драма польського поета Адама Міцкевича.